# Nová Ves nad Nisou
Nová Ves nad Nisou település Csehországban, Jablonec nad Nisou-i járásban. Nová Ves nad Nisou Pěnčín, Lučany nad Nisou, Smržovka és Jablonec nad Nisou településekkel határos. Lakosainak száma 891 fő (2024. január 1.).

## Népesség
A település lakosságának változását az alábbi diagram mutatja:
| Lakosok száma | 1503 | 1800 | 1819 | 952  | 723  | 609  | 794  | 817  | 835  | 891  |
|               | 1869 | 1890 | 1921 | 1950 | 1980 | 2001 | 2017 | 2019 | 2022 | 2024 |